# 서암초등학교
서암초등학교는 대한민국 경기도 김포시에 있는 공립 초등학교이다.

## 학교 연혁
- 1935. 04. 10 통진공립보통학교 부설 서암 간이학교 설립
- 1943. 04. 01 월곶국민학교 서암분교장 인가
- 1949. 09. 01 서암국민학교 개교
- 1950. 05. 08 제1회 졸업식 거행
- 1984. 07. 17 12개 교실 개축 낙성식
- 1994. 03. 01 서암국민학교 병설 유치원 1학급 편성
- 1994. 07. 07 공동 조리학교 지정
- 1996. 01. 01 서암초등학교로 개명
- 1999. 10. 03 교실 환경 개선 사업(20건 8억 투입)
- 2001. 11. 01 교실 증축 공사 착공(교실2,급식실,도서실,시청각실)
- 2003. 02. 12 테니스장 준공
- 2005. 09. 12 급식실 현대화 공사
- 2006. 01. 31 교실 마루바닥 및 창틀 공사
- 2007. 04. 17 학교 외벽 도색 및 야생화 학습원 조성
- 2007. 09. 10 엘리베이터 공사 및 화장실 현대화 공사
- 2008. 02. 15 제59회 졸업식(5,593명)
- 2008. 03. 01 제14대 최세희 교장 선생님 취임(15학급 편성)
- 2008. 09. 01 어학실 개관 및 후문 진입로 정비
- 2008. 10. 17 과학실, 도서관 리모델링 사업 완료
- 2009. 02. 17 제60회 졸업식(누계 5,676명)
- 2009. 02. 27 중앙현관, 급식실 리모델링 사업 완료
- 2009. 03. 01 15학급 편성
- 2009. 10. 10 교원휴게실 완공
- 2009. 12. 07 다목적 체육관 건립 착공
- 2009. 12. 20 운동장 계단 도색작업 완료
- 2009. 12. 31 유치원 신축공사 착공
- 2010. 02. 11 제61회 졸업식(누계 5,676명)
- 2010. 03. 11 14학급 편성
- 2011. 02. 16 제62회 졸업식(누계 5,751명)
- 2011. 03. 01 13학급 편성
- 2011. 09. 01 제15대 안이근 교장 선생님 취임
- 2012. 02. 14 제63회 졸업식(누계 5,985명)
- 2012. 03. 01 12학급 편성
- 2012. 04. 10 구 강당 철거
- 2012. 04. 20 체험 학습장 파고라 설치
- 2012. 08. 10 특수학급 및 교사동 교육환경 개선
- 2012. 08. 23 화장실 개선 공사
- 2012. 09. 10 복도 안전 난간 설치
- 2013. 02. 15 제64회 졸업식(누계 6,011명)
- 2013. 03. 01 12학급 편성(유치원, 특수학급 각 1학급)
- 2013. 12. 23 혁신학교 준비교 지정
- 2014. 02. 11 학력향상형 창의경영학교 우수교 교육감 표창
- 2014. 02. 14 제65회 졸업식 (47명 졸업 - 총 졸업생수 6,058명)
- 2014. 07. 31 교실 출입문 및 벽체 교체공사
- 2014. 09. 01 제16대 천준호 교장선생님 취임
- 2014. 11. 20 교사동 뒷문 교체공사
- 2014. 12. 26 학력향상형창의경영학교, 보건교육 우수학교 교육감표창
- 2015. 02. 13 제66회 졸업식 (56명 졸업 - 총 졸업생수 6,114명)
- 2015. 02. 27 운동장 스탠드 및 계단 도색, 조회대 보수
- 2015. 03. 01 초등학교 13학급, 특수학급1학급, 유치원 1학급 편성

## 참고 자료
- 서암초등학교 - 한국교육학술정보원 학교알리미